# 2020年美國聯盟分區賽
2020年美國聯盟分區賽是美國聯盟季後賽第一輪，採用的是5戰3勝制，勝出的2支球隊將會得到美聯冠軍賽的資格。2支分區冠軍和2支分區亞軍球隊獲勝的球隊將參與此次賽事。本賽事在2020年10月5日至10月9日舉行，參賽的4支球隊是：
- 坦帕灣光芒（美聯東區冠軍，40勝20敗）對上紐約洋基（美聯東區亞軍，33勝27敗）
- 休士頓太空人（美聯西區亞軍，29勝31敗）對上 奧克蘭運動家（美聯西區冠軍，33勝27敗）

由於COVID-19疫情關係，因此大聯盟使用第三方球場沛可公園球場和道奇體育場做為美聯分區賽的比賽場地。最終光芒3勝2敗淘汰洋基，太空人3勝1敗淘汰運動家，光芒和太空人晉級美聯冠軍戰。

## 坦帕灣光芒對紐約洋基
| 場次 | 客隊       | 比分 | 主隊       | 日期    | 場地         | 備註  |
| ---- | ---------- | ---- | ---------- | ------- | ------------ | ----- |
| 1    | 紐約洋基   | 9：3 | 坦帕灣光芒 | 10月5日 | 沛可公園球場 | [ 1 ] |
| 2    | 紐約洋基   | 5：7 | 坦帕灣光芒 | 10月6日 | 沛可公園球場 | [ 2 ] |
| 3    | 坦帕灣光芒 | 8：4 | 紐約洋基   | 10月7日 | 沛可公園球場 | [ 3 ] |
| 4    | 坦帕灣光芒 | 1：5 | 紐約洋基   | 10月8日 | 沛可公園球場 | [ 4 ] |
| 5    | 紐約洋基   | 1：2 | 坦帕灣光芒 | 10月9日 | 沛可公園球場 | [ 5 ] |

### 10月5日 第一場
加利福尼亞州，聖地牙哥，沛可公園球場
| 紐約洋基 | 1 | 0 | 1 | 0 | 2 | 0 | 0 | 0 | 5 | 9 | 15 | 0 |
| 坦帕灣光芒 | 1 | 0 | 0 | 2 | 0 | 0 | 0 | 0 | 0 | 3 | 6  | 0 |
| 勝投： 格里特·柯爾(1–0) 敗投： 布萊克·史涅爾(0–1) 全壘打： 洋基：克林特·弗雷澤(3上,1分）、Kyle Higashioka(5上,1分）、亞倫·賈吉(5上,1分）、賈恩卡洛·斯坦頓(9上,4分） 光芒：蘭迪·亞羅薩倫納(1下,1分）、崔志萬(4下,2分） |   |   |   |   |   |   |   |   |   |   |    |   |

格里特·柯爾此役主投6局飆出8次三振，被敲6支安打當中有2發全壘打，包括首局被蘭迪·亞羅薩倫納敲陽春砲，4局下1壘有人，又被「天敵」韓國大砲崔志萬敲出逆轉2分砲，加今天，崔志萬生涯季後賽加例行賽面對格里特·柯爾19打數敲出10安打，其中有4發全壘打。
不過格里特·柯爾今天就失這3分，完成優質先發退場，洋基打線在首局靠艾倫·希克斯高飛犧牲打先馳得點，第3局克林特·弗雷澤敲追平轟，第5局東岡凱爾（Kyle Higashioka）、亞倫·賈吉輪流開砲取得超前，布萊克·史涅爾5局失4分承擔敗投。
亞倫·賈吉這一轟，讓他成為大聯盟史上第5位能夠在生涯前30場季後賽取得10轟、20分打點成就的選手。「怪力男」賈恩卡洛·斯坦頓在9局上敲出拉開比數的滿貫砲，單局再灌5分，最後9：3擊敗光芒，系列賽以1：0領先。

### 10月6日 第二場
加利福尼亞州，聖地牙哥，沛可公園球場
| 紐約洋基 | 0 | 1 | 0 | 3 | 0 | 0 | 0 | 0 | 1 | 5 | 5 | 1 |
| 坦帕灣光芒 | 1 | 2 | 2 | 0 | 1 | 1 | 0 | 0 | X | 7 | 8 | 0 |
| 勝投： 泰勒·格拉斯諾(1–0) 敗投： J·A·哈普(0–1) 救援成功： Pete Fairbanks（1） 全壘打： 洋基：賈恩卡洛·斯坦頓（2上,1分、4上,3分） 光芒：蘭迪·亞羅薩倫納（1下,1分）、麥克·祖尼諾（2下,2分）Manuel Margot（3下,2分）、奧斯汀·米多斯（6下,1分） |   |   |   |   |   |   |   |   |   |   |   |   |

洋基和光芒之戰，形成全壘打對轟的比賽，光芒古巴新秀蘭迪·亞羅薩倫納，連2天在首局就開轟，但賈恩卡洛·斯坦頓馬上在2局上敲出陽春全壘打將比數追平，之後光芒麥克·祖尼諾2局擊出中左外野2分全壘打、曼努埃爾·瑪格特(Manuel Margot)3局下再來一棒又是2分，但4局上賈恩卡洛·斯坦頓敲出左中外野3分砲，將比數拉近到4比5，不過凱文·基爾邁爾隨即在5局下擊出安打，助光芒6比4領先，接著奧斯汀·米多斯6局下敲出生涯季後賽首轟，取得7比4的超前，即使洋基9局上追回1分，但無法逆轉，終場7比5扳回一城，在美聯分區系列賽打成1比1平手。
斯坦頓也成為洋基隊史首位在同一年季後賽連續4場比賽開轟的球員，而他也是大聯盟首位季後賽生涯前5支安打都是全壘打的選手。

### 10月7日 第三場
加利福尼亞州，聖地牙哥，沛可公園球場
| 坦帕灣光芒 | 0 | 1 | 0 | 3 | 1 | 3 | 0 | 0 | 0 | 8 | 13 | 2 |
| 紐約洋基 | 0 | 0 | 1 | 0 | 1 | 0 | 0 | 2 | 0 | 4 | 7  | 0 |
| 勝投： 查理·莫頓(1–0) 敗投： 田中將大(0–1) 全壘打： 光芒：凱文·基爾邁爾(4上,3分)、 蘭迪·亞羅薩倫納(5上,1分)、Michael Pérez(6上,2分) 洋基：賈恩卡洛·斯坦頓（8下,2分） |   |   |   |   |   |   |   |   |   |   |    |   |

洋基把握查理·莫頓3局亂流以及守備失誤，靠著亞倫·賈吉高飛犧牲打追平比數，不過4局凱文·基爾邁爾逮中田中將大失投球掃出3分砲要回領先，第5局首名打者蘭迪·亞羅薩倫納擊出陽春砲，取得5比1領先。
查德·格林接手田中度過第5局投球，但下一局就被Michael Pérez敲出2分砲，接替的Luis Cessa抓下2個出局數後投出保送，崔志萬二壘安攻下光芒第8分。
8局下，賈恩卡洛·斯坦頓敲出2分砲，他也成為大聯盟史上第四位連續5場比賽開轟的選手，更是洋基隊史第一人。
第9局洋基最後反攻機會，光芒推出Diego Castillo守成，連續解決代打Mike Ford、D·J·勒馬修，讓亞倫·賈吉擊出內野滾地球，終場光芒以8比4獲勝，美聯分區系列賽取得2勝1敗聽牌。

### 10月8日 第四場
加利福尼亞州，聖地牙哥，沛可公園球場
| 坦帕灣光芒 | 0 | 0 | 1 | 0 | 0 | 0 | 0 | 0 | 0 | 1 | 3  | 1 |
| 紐約洋基 | 0 | 2 | 1 | 0 | 0 | 2 | 0 | 0 | X | 5 | 11 | 0 |
| 勝投： 查德·格林(1–0) 敗投： Ryan Thompson(0–1) 救援成功： 阿羅魯迪斯·查普曼（1） 全壘打： 光芒：無 洋基：盧克·沃伊特（2下,1分）、葛雷伯·托雷斯（6下,2分） |   |   |   |   |   |   |   |   |   |   |    |   |

光芒、洋基8日進行美聯分區賽G4，條紋軍團在這場輸球就淘汰的關鍵戰役中，2下，盧克·沃伊特敲出本季季後賽首支全壘打，使得光芒先發瑞安·湯普森（Ryan Thompson）亂了手腳，連續送出3次保送，隨後D·J·勒馬修敲出高飛犧牲打，洋基取得2比0領先。3上，洋基先發喬丹·蒙哥馬利被攻佔滿壘，但靠著隊友守備幫忙，最終只掉1分。
喬丹·蒙哥馬利在完成4局投球任務後，5上洋基推出查德·格林接替上場；6下，葛雷伯·托雷斯敲出一發2分砲，為球隊擴大領先到3分差。
7上，洋基推出查克·布里頓中繼，而他也在完成1.2局投球工作後，在8上交由洋基守護神阿羅魯迪斯·查普曼上場關門。8下，東岡凱爾（Kyle Higashioka）敲安，替洋基在添1保險分。
9上，阿羅魯迪斯·查普曼順利收下3個出局數，終場洋基以5比1贏球，將系列戰扳成2比2平手。

### 10月9日 第五場
加利福尼亞州，聖地牙哥，沛可公園球場
| 紐約洋基 | 0 | 0 | 0 | 1 | 0 | 0 | 0 | 0 | 0 | 1 | 3 | 2 |
| 坦帕灣光芒 | 0 | 0 | 0 | 0 | 1 | 0 | 0 | 1 | X | 2 | 3 | 0 |
| 勝投： Diego Castillo (1–0) 敗投： 阿羅魯迪斯·查普曼 (0–1) 全壘打： 洋基：亞倫·賈吉（4上,1分） 光芒：奧斯汀·米多斯（5下,1分）、Mike Brosseau（8下,1分） |   |   |   |   |   |   |   |   |   |   |   |   |

美聯分區系列賽第5戰，洋基和光芒決一死戰，贏球就晉級，洋基在4局上靠著亞倫·賈吉擊出的右外野陽春砲，取得1比0領先。但５局下，光芒隊的奧斯汀·米多斯也回擊1支右外野全壘打，雙方戰成1比1平手。但8局下，光芒隊的Mike Brosseau從洋基終結者阿羅魯迪斯·查普曼手中敲出陽春砲，終場2比1獲勝，在5戰3勝分區系列賽勝出，繼2008年後，12年來再度打進美聯冠軍賽，將和太空人爭霸。

## 休士頓太空人對奧克蘭運動家
| 場次 | 客隊         | 比分  | 主隊         | 日期    | 場地       | 備註   |
| ---- | ------------ | ----- | ------------ | ------- | ---------- | ------ |
| 1    | 休士頓太空人 | 10：5 | 奧克蘭運動家 | 10月5日 | 道奇體育場 | [ 8 ]  |
| 2    | 休士頓太空人 | 5：2  | 奧克蘭運動家 | 10月6日 | 道奇體育場 | [ 9 ]  |
| 3    | 奧克蘭運動家 | 9：7  | 休士頓太空人 | 10月7日 | 道奇體育場 | [ 10 ] |
| 4    | 奧克蘭運動家 | 6：11 | 休士頓太空人 | 10月8日 | 道奇體育場 | [ 11 ] |

### 10月5日 第一場
加利福尼亞州，洛杉磯，道奇體育場
| 休士頓太空人 | 0 | 0 | 0 | 3 | 0 | 4 | 1 | 0 | 2 | 10 | 16 | 1 |
| 奧克蘭運動家 | 0 | 2 | 1 | 1 | 1 | 0 | 0 | 0 | 0 | 5  | 8  | 1 |
| 勝投： Blake Taylor(1–0) 敗投： J. B. Wendelken(0–1) 全壘打： 太空人：艾力克斯·布萊格曼(4上,1分）、卡洛斯·柯瑞亞 2(4上,2分、7上,1分） 運動家：克里斯·戴維斯(2下,2分）、尚恩·墨菲(3下,1分）、麥特·歐森(4下,1分） |   |   |   |   |   |   |   |   |   |    |    |   |

此役運動家推派克里斯·巴希特先發，對決太空人先發藍斯·麥克庫勒斯（Lance McCullers Jr.）。運動家打線2局下率先突破，克里斯·戴維斯揮出兩分砲，取得2比0領先。3局下運動家尚恩·墨菲轟出陽春彈，來到3分領先。
太空人在4局上突破克里斯·巴西特的封鎖，艾力克斯·布萊格曼開轟替球隊破蛋，接著卡洛斯·柯瑞亞也扛出一發兩分全壘打，將比數扳成3比3平手。4局下麥特·歐森回敬一支陽春砲，再次為運動家要回領先。
運動家在5局下再下一城，連續4局有分數進帳，但太空人於6局上吹起反攻號角，喬治·史普林格、荷西·奧圖維和麥可·布蘭特利接連安打，將比數逆轉為7比5。
太空人氣勢越打越旺，卡洛斯·柯瑞亞7局上再轟一發陽春全壘打，拉開3分領先，9局上運動家後援壓不住對手氣焰，卡洛斯·柯瑞亞安打再追加1分打點，尤里斯基·古力歐擊出高飛犧牲打再下一城，取得5分領先也讓比賽無懸念，太空人順利在五戰三勝的分區戰拔得頭籌。

### 10月6日 第二場
加利福尼亞州，洛杉磯，道奇體育場
| 休士頓太空人 | 0 | 0 | 2 | 1 | 2 | 0 | 0 | 0 | 0 | 5 | 6 | 0 |
| 奧克蘭運動家 | 0 | 1 | 0 | 1 | 0 | 0 | 0 | 0 | 0 | 2 | 6 | 0 |
| 勝投： 弗蘭柏·瓦德茲(1–0) 敗投： 尚恩·馬奈亞(0–1) 救援成功： 萊恩·普萊斯利（1） 全壘打： 太空人：喬治·史普林格(2上,2分、5上,1分）、馬丁·馬唐納多(5上,1分） 運動家：克里斯·戴維斯(2下,1分）、Chad Pinder(4下,1分） |   |   |   |   |   |   |   |   |   |   |   |   |

運動家靠著克里斯·戴維斯在2局下的陽春彈先馳得點，喬治·史普林格在3局上擊出超前兩分砲，3局上太空人靠滾地球再擠回1分，運動家則在4局下靠查德·賓德(Chad Pinder)的陽春砲追至1分差。太空人5局上靠馬丁·馬唐納多、以及喬治·史普林格的陽春砲再添2分，最後就以5：2，太空人在系列賽取得2比0的聽牌優勢。

### 10月7日 第三場
加利福尼亞州，洛杉磯，道奇體育場
| 奧克蘭運動家 | 1 | 1 | 0 | 1 | 1 | 0 | 3 | 2 | 0 | 9 | 11 | 1 |
| 休士頓太空人 | 2 | 0 | 0 | 0 | 5 | 0 | 0 | 0 | 0 | 7 | 10 | 0 |
| 勝投： 利安·漢崔克斯(1–0) 敗投： Brooks Raley(0–1) 全壘打： 運動家：湯米·拉·史戴拉（1上,1分）、馬克·坎納（2上,1分）、麥特·歐森（4上,1分）、馬可斯·塞米恩(5上,1分)、 Chad Pinder(7上,3分) 太空人：荷西·奧圖維（1下,1分）、Aledmys Díaz（5下,2分） |   |   |   |   |   |   |   |   |   |   |    |   |

運動家本場比賽不能再輸，但先發投手耶蘇斯·盧薩多（Jesus Luzardo）不夠力，撐了4.1局就失掉4分退場，接力的尤斯梅羅·佩蒂特(Yusmeiro Petit)0.1局失掉3分，打完前五局運動家4比7落後陷入淘汰邊緣。
不過運動家今天靠著全壘打追分，全場敲出4發全壘打，包括湯米·拉·史戴拉、麥特·歐森、馬可斯·塞米恩都有陽春但表現，7局查德·賓德（Chad Pinder）的三分彈幫助運動家追成7比7平手。
8局太空人投手自亂陣腳，單局投出2次保送跟1記觸身球，運動家趁亂用兩個高飛犧牲打打下致勝2分，運動家終結者利安·漢崔克斯7局登板，力投3局送出4次三振無失分，幫助運動家搶下重要1勝。

### 10月8日 第四場
加利福尼亞州，洛杉磯，道奇體育場
| 奧克蘭運動家 | 0 | 3 | 0 | 0 | 1 | 0 | 0 | 0 | 2 | 6  | 11 | 1 |
| 休士頓太空人 | 0 | 0 | 0 | 5 | 2 | 2 | 2 | 0 | X | 11 | 14 | 0 |
| 勝投： 克里斯蒂安·哈維爾(1–0) 敗投： 法蘭基·蒙塔斯(0–1) 全壘打： 運動家：Ramón Laureano 2（2上,3分、5上,1分） 太空人：麥可·布蘭特利 2（4下,2分、5下,1分）、卡洛斯·柯瑞亞（4下,3分）、荷西·奧圖維（7下,2分） |   |   |   |   |   |   |   |   |   |    |    |   |

退無可退的運動家分區系列戰G4面對太空人，運動家在第3局靠著拉蒙·勞雷亞諾（Ramon Laureano）三分彈幫助運動家取得領先，但投手群在第4局開始崩盤，單局麥可·布蘭特利、卡洛斯·柯瑞亞開轟，單局攻下5分大局，即便拉蒙·勞雷亞諾（Ramon Laureano）五局又開轟，但太空人五局下麥可·布蘭特利也完成單場雙響砲，7局荷西·奧圖維也補上一發全壘打，光4到7局太空人就打下11分，最終太空人11比6獲勝，連續4年闖進美聯冠軍戰。